# Tata Power
Tata Power est une entreprise indienne de production et de fourniture d'électricité. Elle est fondée en 1911 en tant que Tata Hydroelectric Power Supply Company, et commence à produire en 1916, avec la centrale de la vallée de l'Andhra.
Elle possède une capacité de production de 2 977 MW. Tata Power possède des centrales thermiques situées à Trombay près de Mumbai, à Jojobera au Jharkhand, à Haldia au Bengale-Occidental et à Belgaum au Karnataka; des centrales hydrauliques situées dans le Maharashtra et des fermes éoliennes à Ahmednagar, Joida, Khanke, Brahmanwel, Gadag, Samana et Visapur.